# Klugham (Polling)
Klugham ist ein Gemeindeteil der Gemeinde Polling im Landkreis Mühldorf am Inn, bis zum 31. Januar 1971 gehörte der Ort zur Gemeinde Flossing.

## Geographie
Der Weiler liegt etwa 3,5 km südwestlich von Polling und etwa 1,5 km südöstlich von Flossing auf freier Flur.
Er war ein ehemaliges Patrimonialgericht 2. Klasse, sowie Standort eines Schlosses.